# Томашув-Мазовецький (гміна)
Гміна Томашув-Мазовецький (пол. Gmina Tomaszów Mazowiecki) — сільська гміна у центральній Польщі. Належить до Томашовського повіту Лодзинського воєводства.
Станом на 31 грудня 2011 у гміні проживало 10562 особи.

## Площа
Згідно з даними за 2007 рік площа гміни становила 151.30 км², у тому числі:
- орні землі: 45.00%
- ліси: 44.00%

Таким чином, площа гміни становить 14.75% площі повіту.

## Населення
Станом на 31 грудня 2011:
| Опис     | Загалом | Загалом | Чоловіки | Чоловіки | Жінки | Жінки |
| -------- | ------- | ------- | -------- | -------- | ----- | ----- |
| одиниця  | осіб    | %       | осіб     | %        | осіб  | %     |
| все      | 10562   | 100     | 5196     | 49.20    | 5366  | 50.80 |
| міське   | 0       | 100     | 0        |          | 0     |       |
| сільське | 10562   | 100     | 5196     | 49.20    | 5366  | 50.80 |

## Сусідні гміни
Гміна Томашув-Мазовецький межує з такими гмінами: Вольбуж, Іновлудз, Любохня, Мнішкув, Славно, Томашув-Мазовецький, Уязд.